# Tiefenbach (Wisper)
Der Tiefenbach ist ein rechter Zufluss der Wisper. 

## Verlauf
Der Tiefenbach beginnt seinen Weg als Grenzbach zwischen der Gemarkung Weisel und dem Kreuzwald im Osten, einer Exklave der Gemarkung Dörscheid. Er fließt in Nord-Süd-Richtung durch ein tief eingeschnittenes waldreiches Taunustal, in dem Sauerthal als einzige Ortschaft liegt. In diesem Tal wurde in mehreren Gruben Schieferbergbau betrieben, deren Grubenwasser über den Tiefenbach abgeleitet wurden, so zum Beispiel von der Grube Kreuzberg-Wilhelmsberg. Oberhalb des Waldes wird das Tal im Westen von Weisel und im Osten von Ransel flankiert. Etwa vier Kilometer vom Rhein entfernt am Stadtrand von Lorch mündet der Tiefenbach in die Wisper.

## Burgen
Am Lauf des Baches befinden sich einige Burgen, unter anderem die Burgruine Waldeck und die Sauerburg, die zur Sicherung der seit dem Mittelalter hier verlaufenden Grenze zwischen dem Rheingau und der Kurpfalz dienten.